# Питер Којоти
Роберт Питер Кохон (енгл. Robert Peter Cohon; Њујорк, 10. октобар 1941), познатији по сценском имену Питер Којоти (енгл. Peter Coyote), понегде и као Питер Кајоти, амерички је позоришни, филмски и ТВ глумац, писац, редитељ, сценариста и приповедач у филму, позоришту, телевизији и аудио књигама. Његов глас се чуо на церемонији отварања Зимских олимпијских игара 2002. и првом представљању IPad-а. Године 2000. био је и ко-водитељ церемоније доделе Оскара. Носилац је награде „Еми“.
Којоти је био један од оснивача импровизационог позоришта Дигерс у Хејт Ешберију, средином 1960-их и глумац, сценариста и редитељ Мајм трупе из Сан Франциска. О његовој истакнутости на контракултурној сцени Сан Франциска сведочи уврштавање интервјуа с њим у знамениту књигу Гласови једне генерације љубави. Од 1975. до 1983. Којоти је био члан, а касније и председавајући Савета за уметност државе Калифорније. Крајем 1970-их прешао је из позоришта на филм и играо у више од 120 филмова, укључујући улоге у филму Горки месец Романа Поланског (1992), Кика Педра Алмодовара (1993), Бон Војаж Жан-Пола Рапна (2003) и др. Деведесетих и 2000-их учествовао је у неколико телевизијских серија.
Којоти је посвећени зен будиста и заређен је за свештеника у овој верској традицији.
Појавио се и у филмовима Јужњачка утеха (1981), Е. Т. ванземаљац (1982), Незаборавно (1996), Сфера (1998), Закрпа Адамс (1998), Ерин Брокович (2000), Фатална жена (2002), Шетња за памћење (2002), као и у ТВ серијама Пут за Ејвонли (1991), Дедвуд (2004), Ред и закон: Поротничко суђење (2005), Ред и закон: Злочиначке намере (2001—2011), Морнарички истражитељи (2008) и Плаве крви (2015).